# Amalfi

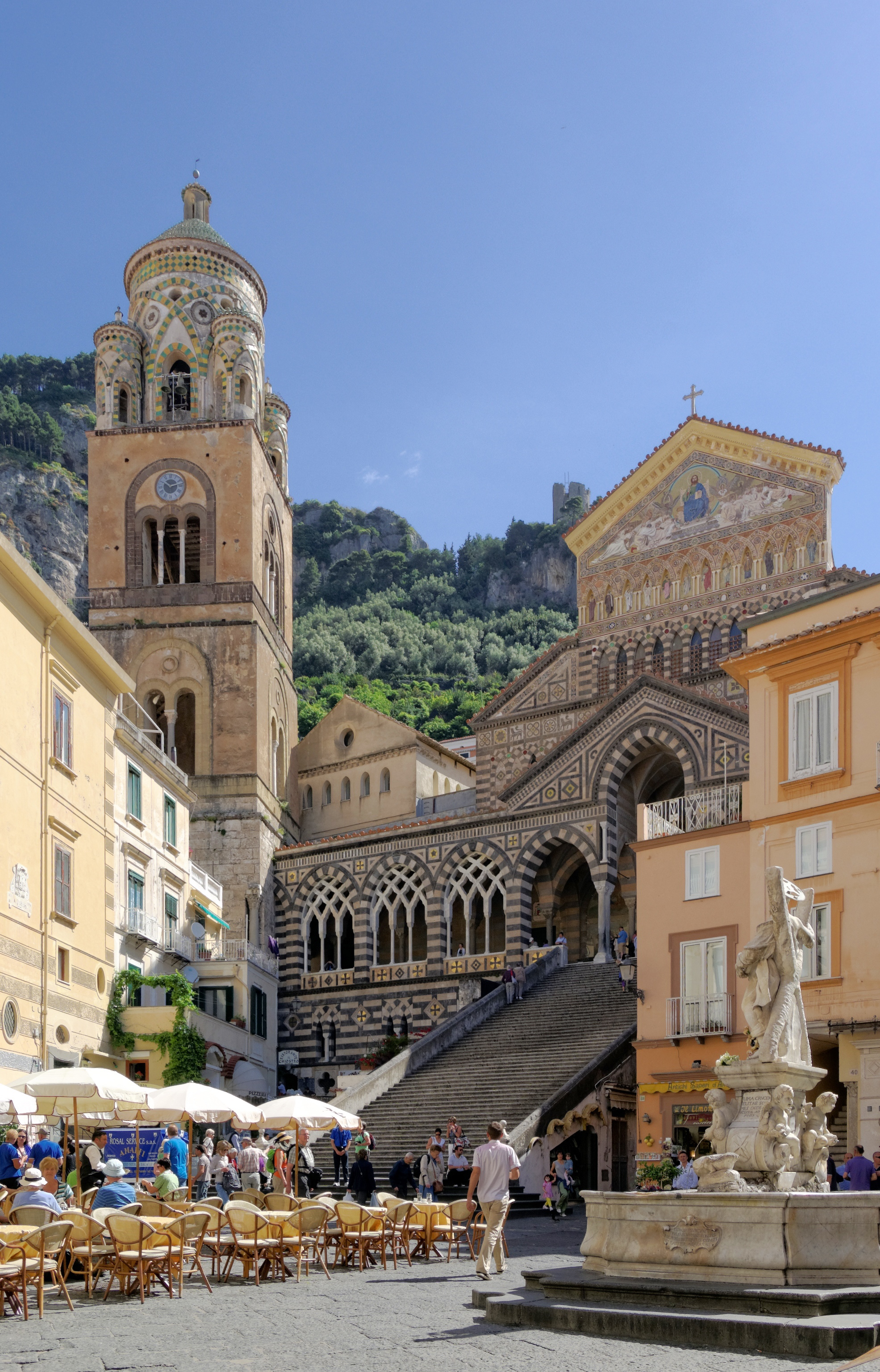
Amalfi

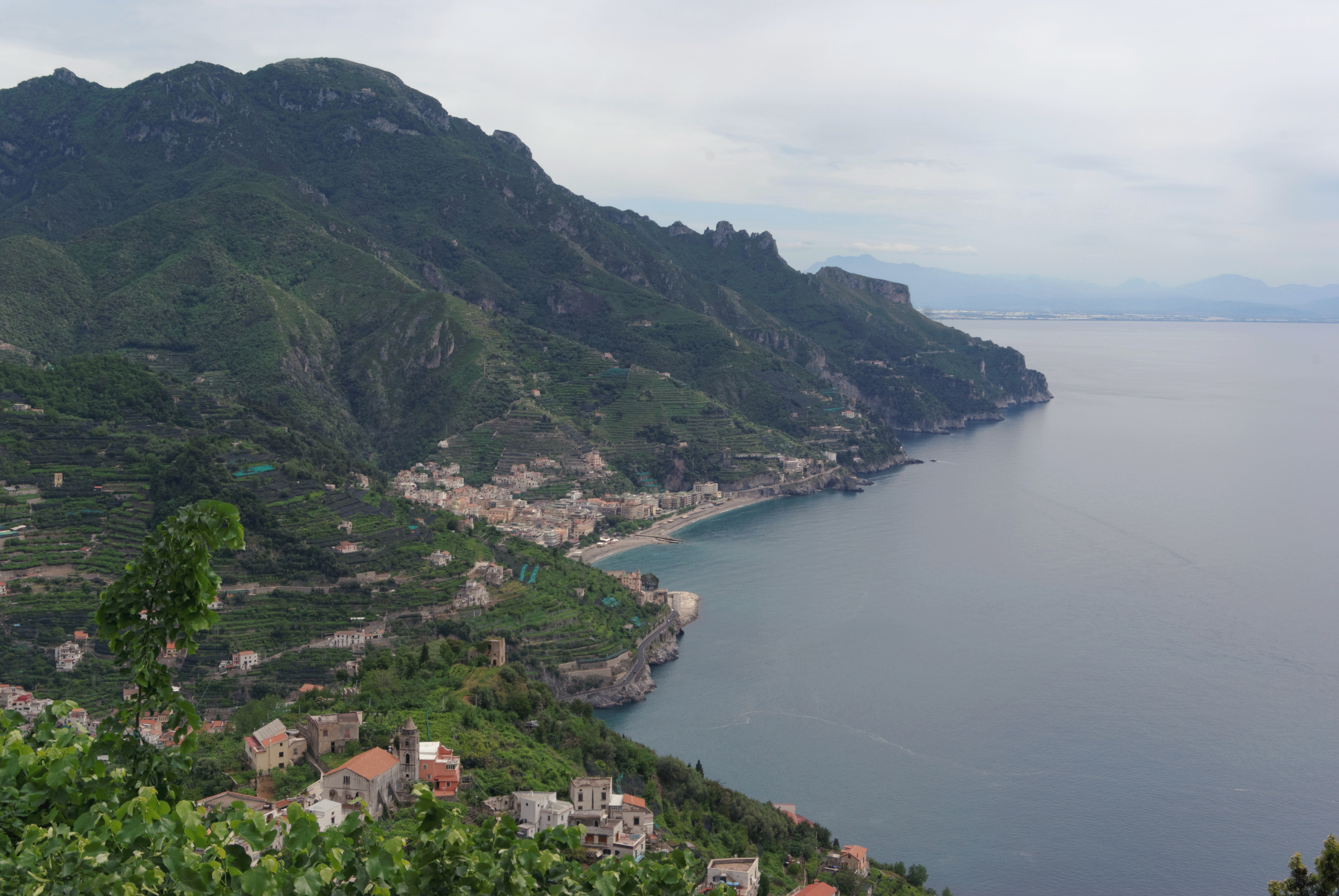
Wybrzeże Amalfi

Amalfi – miejscowość i gmina we Włoszech, w regionie Kampania, w prowincji Salerno.
Według danych na rok 2004 gminę zamieszkiwało 5421 osób, 903,5 os./km².
Amalfi jest jednym z najdroższych i najbardziej luksusowych kurortów wakacyjnych we Włoszech. Swoje domy wakacyjne mają tu popularni aktorzy i celebryci. Znajduje się tu Muzeum Papieru. Powstało ono na miejscu dawnej drukarni i dokumentuje rolę regionu jako jednego z pierwszych w Europie, w którym zainicjowano produkcję papieru czerpanego w XII i XIII wieku.

## Historia
Dawna kolonia rzymska. Miasto położone na przecięciu szlaków handlowych: bizantyjskiego, arabskiego i zachodnioeuropejskiego, najbardziej rozwijało się od IX do XII wieku a przez swoje położenie było ośrodkiem handlu międzynarodowego. Kupcy z Amalfi posiadali liczne przywileje handlowe w miastach obszaru śródziemnomorskiego (Konstantynopol, Antiochia, miasta Sycylii, Egiptu, Tunisu i Hiszpanii). Byli głównymi dostawcami towarów dla papieży. Dokonali również pierwszej we Włoszech kodyfikacji prawa handlowego i morskiego znanego jako Tablica z Amalfi.
Najazdy Normanów i wspomagających ich wojsk Pizy doprowadziły do upadku i złupienia Amalfi w 1136 roku. Miasto nigdy już nie odzyskało swojej świetności.